# NEN 1010
NEN 1010 is een reeks Nederlandse veiligheidsbepalingen voor laagspanningsinstallaties gebruikt door de elektrotechnische installatiebranche. De Belgische tegenhanger is het Algemeen Reglement op de Elektrische Installaties (AREI).
NEN-normen zijn geen overheidsvoorschriften maar afspraken, praktische richtlijnen die voor en door de markt zijn gemaakt. De NEN 1010 bevat de minimumveiligheidseisen waaraan laagspanningsinstallaties in de woning-, de utiliteitsbouw en in de industrie moeten voldoen. Het auteursrecht ligt bij NEN.

## Toepassingsgebied
De norm is van toepassing op elektrische installaties van onder andere:
- woningen en kantoren;
- gebouwen en terreinen bedoeld voor openbare en industriële doeleinden;
- ruimten en terreinen bestemd voor landbouw, veeteelt of tuinbouw, geprefabriceerde gebouwen;
- caravans, logiesverblijven en daarvoor bestemde terreinen;
- bouwterreinen, tentoonstellings- en kermis- en andere tijdelijke installaties;
- jachthavens;
- buitenverlichting;
- oplaadpunten voor elektrische voertuigen.

## Wettelijke status
NEN-normen zijn geen algemeen verbindende voorschriften. Gebruik van de NEN 1010 wordt in de wetgeving wel op verschillende plaatsen genoemd, zoals in het Besluit bouwwerken leefomgeving (de opvolger van het Bouwbesluit), via spoorse regelgeving en in de waterwetgeving. 
Artikel 5.1a van het Bouwbesluit 2012 vermeldt: NEN 1010 - Bij toepassing van NEN 1010 zijn alleen de onderdelen van toepassing die technische voorschriften uit oogpunt van veiligheid bevatten over een voorziening voor elektriciteit.
Dit betekent dat andere onderdelen uit de norm, die bijvoorbeeld zien op bruikbaarheid, niet zijn geregeld. Bovendien heeft de wetgever het mogelijk gemaakt om op een wijze gelijkwaardig aan de NEN 1010 te voldoen aan artikel 5.1a van het Bouwbesluit 2012. Hoe dat moet, legt de wetgever echter niet uit.
In de spoorse regelgeving en waterwetgeving staat deze nuance, zoals opgenomen in artikel 5.1a van het Bouwbesluit, niet.
In 2024 werd het Bouwbesluit opgevolgd door het Besluit bouwwerken leefomgeving. Hierin staat, in de artikelen 3.106 voor bestaande bouw en 4.199 voor nieuwbouw: Een voorziening voor elektriciteit voldoet aan NEN 1010 bij lage spanning.

## Bestaande installaties
Voor bestaande installaties is van belang dat NEN 1010 beschrijft hoe de NEN 1010-norm zich sinds oktober 1962 heeft ontwikkeld, om te kunnen vaststellen aan welke voorwaarden bestaande installaties dienen te voldoen. Het is namelijk niet zo dat een bestaande installatie te allen tijde op het niveau van de nieuwste NEN 1010-norm moet worden gebracht.

## Beschikbaarheid NEN 1010-norm
De NEN 1010-norm kan tegen betaling worden verkregen bij het Nederlands Normalisatie Instituut.
Er speelden meerdere rechtszaken tussen de stichting Nederlands Normalisatie-instituut, de Staat der Nederlanden en Knooble B.V. over het vraagstuk of deze en ook andere NEN-normen niet gratis ter beschikking dienen te worden gesteld omdat ze een wettelijk verplicht karakter zouden hebben en dientengevolge vrij voor iedereen beschikbaar zouden behoren te zijn. 
Op 31 december 2008 heeft de Rechtbank 's-Gravenhage (in eerste aanleg) vonnis gewezen in dit geschil. De rechtbank gaf aan dat de NEN-normen (vooralsnog) niet als algemeen verbindend kunnen worden beschouwd omdat ze niet vrijelijk beschikbaar en gepubliceerd zijn.

### Uitspraak Hof
In hoger beroep wees het Gerechtshof Den Haag op 16 november 2010 uitspraak in het voordeel van Knooble B.V.. Het Hof oordeelde – zoals Knooble – dat NEN-normen waarnaar verwezen wordt in het Bouwbesluit niet verbindend zijn omdat ze niet volgens de Bekendmakingswet zijn gepubliceerd.
Daarmee heeft Het Hof zich uitgesproken over de status van NEN-normen in het Bouwbesluit 2003 en de Regeling Bouwbesluit 2003. Het Hof vernietigde het bestreden vonnis van de Rechtbank 's-Gravenhage en oordeelde dat NEN-normen, door verwijzing ernaar in de bouwregelgeving, geen algemeen verbindende voorschriften worden en niet gratis hoeven te worden verstrekt.
Het Gerechtshof geeft aan dat het feit dat in bouwregelgeving wordt verwezen naar NEN-normen, niet betekent dat deze NEN-normen ook de status krijgen van algemeen verbindend voorschrift. Het Gerechtshof overweegt in dit kader dat NEN-normen niet zijn vastgesteld op grond van een regelgevende bevoegdheid maar berusten op private afspraken tussen vertegenwoordigers van organisaties in de bouwsector. Ook acht het Gerechtshof relevant dat de NEN-normen in de bouwregelgeving veelal geen eisen stellen, maar slechts rekenmethodes bevatten. NEN-normen zijn, zo stelt het Gerechtshof, voldoende kenbaar omdat ze kunnen worden ingezien bij het Nederlands Normalisatie Instituut en tegen betaling bij het NNI verkrijgbaar zijn.
Samenvattend:
- NEN-normen zijn niet vastgesteld op grond van een regelgevende bevoegdheid;
- NEN-normen stellen veelal geen eisen, maar zijn slechts rekenmethodes;
- Aan NEN-normen behoeft niet te worden voldaan voor zover op andere wijze een gelijkwaardig resultaat wordt bereikt;
- NEN-normen hebben voldoende bekendheid. Zij kunnen namelijk worden ingezien en aangeschaft.

Zie verder hiervoor onder het kopje 'Wettelijke status'.

## Historie
De NEN 1010 wordt met enige regelmaat gewijzigd waarna een nieuw exemplaar verschijnt.
- Titel: Veiligheidsvoorschriften voor electrische sterkstroominstallaties

Datum uitgave: 1927  
Omvang: 1 boek in A5 formaat  
Subtitel: Zijnde voor den aanleg en veiligheidsvoorschriften voor het bedrijf van electrische sterkstroominstallaties 
Bijzonderheden: Deze editie was nog niet voorzien van een normnummer en had dus alleen een titel. Deze editie was wel een uitgifte namens ‘de hoofdcommissie voor normalisatie in Nederland’ en ingesteld door ‘de Maatschappij van nijverheid’ en ‘het Koninklijk Instituut van Ingenieurs’. Deze editie kan dus formeel worden gezien als de voorloper van NEN 1010.
- 1e Druk, (destijds N1010)

Datum uitgave: september 1940
Omvang: 1 boek in A5 formaat.
Titel: 'Voorschriften voor elektrische sterkstroom installaties van lage spanning in woonhuizen, winkels, kantoorgebouwen, hotels, scholen, schouwburgen, boerderijen en dergelijke. Huisinstallatie-voorschriften.'
- 2e Druk,

Datum uitgave: oktober 1962
Omvang: 1 boek in A5 formaat. In 1969 verscheen de eerste en in 1975 de tweede aanvulling op het hoofdwerk.
Titel: Veiligheidsvoorschriften voor laagspanningsinstallaties (Installatievoorschriften I)
- 3e Druk,

Datum uitgave: 1984
Omvang: 1 boek in A4 formaat. In 1986 werd een aanvulling op het hoofdwerk gepubliceerd.
Titel: Veiligheidsbepalingen voor laagspanningsinstallaties.
Bijzonderheden: Deze druk was erg gewijzigd ten opzichte van eerdere versies door grote invloed van de IEC en de CENELEC
- 4e Druk,

Datum uitgave: 1988
Omvang: 1 boek in A4 formaat. In 1992 werd een aanvulling op het hoofdwerk gepubliceerd.
Titel: Veiligheidsbepalingen voor laagspanningsinstallaties.
- 5e Druk,

Datum uitgave: 1996/ 1997/ 2000
Omvang: 8 boeken in A4 formaat. Deel 1 t/m 5 (1996) + deel 6 (1997) + deel 0 + 7 (2000)
Titel: Veiligheidsbepalingen voor laagspanningsinstallaties.
Bijzonderheden: aangewezen in het kader van het arbeidsomstandigheden besluit
- NEN 1010:2003/2005

Datum uitgave: 2003/2005
Omvang: 7 boeken in A4 formaat.
Aanvullingen: Deel 7A2, Deel 7A3, Deel 9 en div. wijzigingsbladen
Titel: Veiligheidsbepalingen voor laagspanningsinstallaties.
- NEN 1010:2007

Datum uitgave: september 2008
Correcties en aanvullingen: C1:2008 / A1:2011 / A2:2014
Omvang: 1 boek in A4 formaat.
Titel: Veiligheidsbepalingen voor laagspanningsinstallaties.
Bijzonderheden: Deze norm is op 21 mei 2009 aangewezen in de Regeling Bouwbesluit (bijlage 1); deze regeling hangt onder het Bouwbesluit (AMvB). Belangrijke bepalingen met betrekking tot inspectie en brandveiligheid zijn buiten aanwijzing gelaten. Letterlijk staat er: bij toepassing van NEN 1010 zijn alleen de onderdelen van toepassing die technische voorschriften uit oogpunt van veiligheid bevatten over een voorziening voor elektriciteit.
- NEN 1010:2015

Datum uitgave: oktober 2015
Correcties en aanvullingen: C1:2016 / C2:2016 / A1:2020
Omvang: 1 boek in A4 formaat.
Aanvullingen: correctieblad C1 en kort daarna C2 in 2016. In 2020 verscheen wijzigingsblad A1:2020.
Titel: Elektrische installaties voor laagspanning - Nederlandse implementatie van de HD-IEC 60364-reeks
Bijzonderheden: Deze norm is op 1 jan. 2017 wettelijk aangewezen in de Regeling Bouwbesluit (bijlage 1); deze regeling hangt onder het Bouwbesluit (AMvB); per 1 jan. 2024 is deze norm, met het vervallen van het Bouwbesluit en met in werking treding van de Omgevingswet, aangewezen in de Omgevingsregeling (bijlage II). Belangrijke bepalingen met betrekking tot inspectie en brandveiligheid zijn buiten aanwijzing gelaten. Letterlijk staat er: bij toepassing van NEN 1010 zijn alleen de onderdelen van toepassing die technische voorschriften uit oogpunt van veiligheid bevatten over een voorziening voor elektriciteit.
- NEN 1010:2020

Datum lancering: oktober 2020
Datum eerste publicatie: april 2021
Omvang: 2 boeken in A4 formaat (de delen 0 tot en met 7 in één hoofdwerk en deel 8 is een los boek).
Titel: Elektrische installaties voor laagspanning - Nederlandse implementatie van de HD-IEC 60364-reeks
Bijzonderheden: Deze norm is nog niet wettelijk aangewezen in de Omgevingsregeling (bijlage II). Deel 8: 'Functionele aspecten' is nieuw. Het betreft een los boek en bestaat uit drie delen. Deel 8-1 gaat over energierendement. Deel 8-2 over installaties die zowel elektrische energie consumeren als produceren. Deel 8-3 is geen norm maar een NPR (Nederlandse praktijk richtlijn) en gaat over de bedrijfsvoering van installaties die zowel elektrische energie consumeren als produceren.
Bijzonderheden: Deze norm is nog niet aangewezen in de Regeling Bouwbesluit.

## Duitsland
VDE 0100 is in Duitsland ongeveer overeenkomstig met de NEN 1010 in Nederland. Beide zijn afgeleiden van de HD-IEC 60364-reeks.